# Hjúga osztály
A Hjúga osztály a Japán Tengerészeti Véderő helikopterhordozó hajóosztálya (alkotmányos okok miatt hivatalosan helikopterhordozó rombolók). A tervezettnek megfelelően a 7000 tonnás Haruna osztályú rombolókat váltották le velük. Ezek az új hajók jelenleg a legnagyobb japán hadihajók a második világháború óta, amelyeket a Japán Császári Haditengerészet utóda alkalmaz.

## Műszaki jellemzők
A Hjúga osztály rombolói besorolása számos nemtetszést váltott ki nemzetközi szinten. Mivel nagyobbak minden korábbi rombolónál és a hajótesten teljes hosszában repülőeszközök felszállási fedélzete található, a hajókat inkább könnyű repülőgép-hordozókhoz hasonlítják. Többen kifejezetten Japán második világháború utáni első repülőgép-hordozóinak tartják a Hjúgát és az Iszét, ezen felül pedig Japán új tengerészeti törekvéseinek megtestesülését látják bennük. A típus korlátozott mennyiségben tud szállítani helikoptereket vagy függőleges fel-és leszállásra képes repülőgépeket. Tizenegy helikopter szállítására alkalmasak, önvédelme főként 16 darab ESSM (Evolved Sea Sparrow Missile) légvédelmirakéta- és Phalanx CIWS gépágyúkomplexumokból áll.
A hajók elsődleges feladata a tengeralattjáró-elhárítás fedélzeti helikoptereik segítségével. Javított kommunikációs-irányítási képességeinek köszönhetően a Hjúga a haditengerészet zászlóshajója lett hadrendbe állását követően.

## Egységek
| Típusjelzés | Név           | Építés kezdete  | Vízre bocsátás      | Szolgálatba állítás | Honi kikötő |
| ----------- | ------------- | --------------- | ------------------- | ------------------- | ----------- |
| DDH–181     | Hjúga (16DDH) | 2006. május 11. | 2007. augusztus 23. | 2009. március 18.   | Jokoszuka   |
| DDH–182     | Isze (18DDH)  | 2008. május 30. | 2009. augusztus 21. | 2011. március 16.   | Kure        |

A két névadó már szerepelt korábban a császári japán hadrendben, akkor az Isze csatahajóosztályban. Az első világháború idején épültek és bevetették őket még a másodikban is. A midwayi csatát követően mindkét csatahajót részlegesen átépítették, hátsó fő ágyútornyait leszerelték, és repülőgép-fedélzettel látták el őket, melyeken képesek lettek D4Y Szuiszei zuhanóbombázókat és az E16A Zuiun vízi repülőgépeket üzemeltetni. A Hjúgát 1945. július 27-én zátonyra futtatták Kure mellett, másnap pedig az Isze is találatot kapott Kure közelében, és részlegesen elsüllyedt. A háború után mindkettőt szétbontották.

## Üzemeltetési történet
A Hjúga első gyakorlatainak egyike a 2009. novemberi Annualex 21G egyesített tengeri hadgyakorlat volt a USS George Washington-nal és más amerikai és japán flottaerőkkel, mellyel az új hajóegység és a flotta más egységei közötti integrációs gyakorlatokat fejlesztették készségszintre.
A két évvel későbbi 2011-es tóhokui földrengés és szökőár idején március 11-én Mijagi prefektúra partjaihoz vezényelték, majd repülő- és hajóeszközeivel megkezdte a kutató-mentő munkákat. A következő héten szolgálatba állított Isze csatlakozott a mentési munkálatokhoz.